# 히어로인시티
히어로인시티(1998년 ~)는 대한민국의 래퍼다. 2020년 EP 《Tez_Toy》로 데뷔했다.

## 방송
- 드랍더비트 (2022) - 준우승
- 쇼미더머니 11 (2022) - 1차 예선 탈락

## 음반
- Tez_Toy (2020)
- Buddy (2020)
- Locker (2021)
- motherfucker (2021)
- Like A Cop (2021)
- sleep (2021)
- 아프지마 (2022)
- WE CLASS (2022)
- 원해 (Want It) (2022)
- Drop The Bit (드랍 더 비트) The 3rd round part 1 (2022)
- Drop The Bit (드랍 더 비트) Final part 1 (2022)
- Drop The Bit (드랍 더 비트) Final part 2 (2022)
- 살아 (2022)